# 青谷村
青谷村（あおだにむら）は、京都府綴喜郡にあった村。現在の城陽市の南東端、奈良線・山城青谷駅の周辺にあたる。

## 地理
- 山岳：鏡谷山、高塚山、飯盛山
- 河川：木津川、長谷川、青谷川

## 歴史
- 1889年（明治22年）4月1日 - 町村制の施行により、綴喜郡奈島村・市辺村・久世郡中村の区域をもって発足。綴喜郡に所属。
- 1951年（昭和26年）4月1日 - 久世郡久津川村・富野荘村・寺田村と合併して久世郡城陽町が発足。同日青谷村廃止。

## 交通

### 鉄道路線
- 日本国有鉄道
  - 奈良線
    - 山城青谷駅